# Campionato mondiale di hockey su ghiaccio - Terza Divisione
Il Campionato mondiale di hockey su ghiaccio - Terza Divisione è un evento sportivo a cadenza annuale organizzato dalla International Ice Hockey Federation. Tale campionato è il minore per importanza fra quelli organizzati dalla federazione internazionale.
Le due squadre nazionali che terminano in ultima posizione i due gironi della Seconda Divisione vengono retrocesse nella Terza Divisione per il campionato mondiale successivo. Qualora la Terza Divisione sia divisa in gironi, le due vincenti di ciascun gruppo hanno il diritto di disputare l'anno successivo il Campionato di Seconda Divisione, mentre in caso di girone unico furono la prima e la seconda classificata ad essere promosse.
A seconda del numero di squadre interessate a prendere parte alla competizione la IIHF può organizzare un torneo di qualificazione al Campionato mondiale di hockey su ghiaccio - Terza Divisione (IIHF World Championship Division III Qualification). Per la prima volta nel 2010 il numero di squadre presenti fu otto, in modo da creare due gironi distinti da quattro squadre, mentre dal 2011 è previsto un girone solo composto da sei squadre. Dal 2012 solo la prima squadra viene promossa in Seconda Divisione
Il Campionato mondiale di hockey su ghiaccio di Terza Divisione si svolge nell'attuale formato dal 2001, quando le squadre meno forti del Pool D furono accorpate in un'unica Divisione.

## Terza Divisione

### Partecipanti
Il Campionato mondiale di hockey su ghiaccio - Terza Divisione si è svolto fra il 31 marzo e il 6 aprile 2016 a Istanbul, in Turchia.
| Nazionale            | Ranking IIHF (2015) | Divisione nel 2015           |
| -------------------- | ------------------- | ---------------------------- |
| Sudafrica            | 40ª pos.            | Seconda Divisione - Gruppo B |
| Corea del Nord       | 41ª pos.            | Terza Divisione              |
| Lussemburgo          | 43ª pos.            | Terza Divisione              |
| Hong Kong            | 46ª pos.            | Terza Divisione              |
| Georgia              | 45ª pos.            | Terza Divisione              |
| Bosnia ed Erzegovina | 47ª pos.            | Terza Divisione              |

### Risultati
| Anno | Promozioni           | Promozioni           |
| ---- | -------------------- | -------------------- |
| 2001 | Torneo non disputato | Torneo non disputato |
| 2002 | Corea del Nord       | Messico              |
| 2003 | Nuova Zelanda        | Lussemburgo          |
| 2004 | Islanda              | Turchia              |
| 2005 | Messico              | Sudafrica            |
| 2006 | Islanda              | Turchia              |
| 2007 | Nuova Zelanda        | Irlanda              |
| 2008 | Corea del Nord       | Sudafrica            |
| 2009 | Nuova Zelanda        | Turchia              |
| 2010 | Corea del Nord       | Irlanda              |
| 2011 | Israele              | Sudafrica            |
| Anno | Promozione           | Secondo posto        |
| 2012 | Turchia              | Corea del Nord       |
| 2013 | Sudafrica            | Corea del Nord       |
| 2014 | Bulgaria             | Corea del Nord       |
| 2015 | Corea del Nord       | Turchia              |
| 2016 | Turchia              | Georgia              |

## Pool D

### Albo d'oro 1987-2000
| Anno | Nazionale vincitrice |
| ---- | -------------------- |
| 1987 | Australia            |
| 1989 | Belgio               |
| 1990 | Regno Unito          |
| 1996 | Lituania             |
| 1997 | Croazia              |
| 1998 | Bulgaria             |
| 1999 | Spagna               |
| 2000 | Israele              |